# Tierna la noche
Tierna la noche es el segundo álbum de estudio de la cantautora mexicana Fey. Fue publicado el 16 de octubre de 1996 por Sony Music México. El álbum, producido por José Ramón Flórez, siguió la línea musical de su disco debut con temas que se enfocan en el amor, desamor y salidas nocturnas. El disco contiene estilos musicales como el pop latino, dance y techno.
Tierna la noche recibió críticas positivas describiendo que Fey generó un estilo propio pese a estar incluida en la lista de artistas pop prefabricados. El álbum ganó el álbum pop femenino del año en los Premios Billboard de la Música Latina de 1998, y contó con amplio éxito al ingresar a listas musicales en la mayoría de países latinoamericanos. En los Estados Unidos ingreso en el Top 10 de la revista Billboard en sus listados de música latina. Certificó varios discos en Latinoamérica entre oro, platino y uno de diamante en México por un millón de copias vendidas, convirtiéndose en su disco más exitoso, hasta la fecha el álbum ha vendido más de 9 millones de copias.
Tierna la noche produjo ocho sencillos de los cuales «Azúcar amargo» y «Muévelo» se volvieron inmediatamente en éxitos. Para la promoción de este disco Fey se embarcó en el Tour Tierna la noche por México, Estados Unidos, Sudamérica y España, gira con la cual obtuvo un récord en su país natal al congregar a cien mil personas en diez presentaciones consecutivas en el Auditorio Nacional de México, siendo la primera mujer en conseguirlo.

## Antecedentes y grabación
Fey viajó a Francia a grabar su segundo álbum. José Ramón Flórez fue escogido para encargarse de la producción del disco tras el éxito de Fey (1995), el cual también produjo. Según comentarios de Fey Tierna la noche contiene temas de vivencias personales de la cantante ya que en su anterior disco se sentía alegre, pero con este ya tenía la confianza de explicarle a sus fanes algunas cosas de sus experiencias personales. Durante el viaje Fey aprovechó en grabar el videoclip su entonces sencillo «Gatos en el balcón» en plazas de Francia.  
Otra parte del álbum fue grabada en Italia. La preproducción de Tierna la noche se hizo en los estudios Le-Dune y R.C. Sound, mientras que la grabación de voz, coros y mezclas fueron hechos en los estudios Le Dune en Ravena, Italia. Flórez continuo con la línea musical del álbum debut de Fey que contiene temas con estilos musicales como el techno, dance y pop.

## Música y letras
Tierna la noche abarcó estilos como el pop latino, dance y techno además de incluir algunas baladas románticas. “Muévelo” abre el álbum. Contiene influencias de pop latino y adentra el sonido que se escuchara usualmente en todo el disco. Es un tema incitante al baile dirigido específicamente a antros o discotecas. “Te pertenezco”, la segunda pista, está influenciada por el dance con un ambiente oscuro y sumergente por su letra que describe la obsesión de una persona por otra. Por su parte “Bajo el arcoíris” empieza con una mezcla de sintetizadores con bongos que concluyen con el inicio de un bubblegum pop rápido y cortante. Recuerda a temas de su anterior disco. “Desmargaritando el corazón” es el cuarto tema y primera balada del disco. Los sonidos dance resaltan con una letra inspirada en el primer año de relación sentimental. «Bailando sola» es un tema dance pop con bubblegum y techno. La canción describe comportamientos reprimidos que buscan liberación al momento de bailar, también presenta un puente casi hablado con una ligera entonación refiriéndose a una agitada sesión de baile. “Azúcar amargo” es una balada pop – dance con un ligero y oscuro inicio que va tomando fuerza. La letra explica el cómo se irrumpe una relación por la intervención de un tercero. Según Fey, ella no atravesaba por tal situación al momento de grabar la canción, pero esta hizo contacto inmediatamente con la letra a tal modo de llorar en las sesiones de grabación.    
“Popocatépetl” es una canción dedicada al volcán del mismo nombre. Posee una mezcla de teclados y una batería con toques electros la cual fue aplaudida por la crítica. “Las lágrimas de mi almohada” posee teclados mezclados con dance. Es una balada con letra que explica tristeza por el alejamiento de una persona. La novena canción, “Subidón”, es una balada romántica dominada por instrumentos de cuerda. La letra de la canción es comparada con la experiencia del consumo de estupefacientes. La décima canción, “Un poco loco” cuenta con arreglos de retumbes de sintetizadores así como algunos elementos de la música góspel. Su letra se basa en salidas nocturnas e ilusiones pasajeras. Finalmente “Tierna la noche”, el tema que le da nombre al disco, posee ritmos pop dance y techno. Su letra está orientada a los malestares de una larga noche.

## Diseño, portada y lanzamiento
La portada del disco así como el interior de este fue elaborado por el diseñador gráfico mexicano Sergio Toporek, quien interpretó las ideas de Fey para ilustrar algunos temas del disco. El álbum contiene un cancionero que en su interior están todas las letras del disco e imágenes que si son puestas debajo de papel vegetal (incluido) forman diferentes poses entre las figuras y las fotos de la cantante. Estas figuras hacen referencia a temas como la canción “Desmargaritando el corazón”, la libertad y protestas contra la contaminación. La portada toma el concepto del eclipse que según la cantante muchas mujeres se identifican con la Luna, mientras que el Sol es un protector. También se refirió al nombre del disco indicando que el día es muy real y la noche es mágica, por eso le colocó Tierna la noche.
El álbum salió en preventa el 16 de octubre junto al primer sencillo, “Azúcar amargo”, y fue oficialmente puesto a la venta 5 de noviembre de 1996 en México y en distintos países latinoamericanos. Tras su éxito Tierna la noche se publica en países como Estados Unidos y Brasil a principios de 1997. Estos discos contienen temas adaptados al idioma del país (inglés y portugués respectivamente) y por último en 1998 se publica en España y Japón, con una portada diferente.

## Recepción

### Crítica
La página de crítica musical Allmusic cita que Tierna la noche conquistó el bubblegum. La combinación de ritmos energéticos con un azucarado pop latino en la caja de ritmos con letras idealistas están presentes en todo el disco. Incluso se destacó los riesgos que se toman al incluir una rica programación de teclados y una batería de choques electrónicos ejemplificado en la canción «Popocatepetl».  Además se comenta que Fey, pese a estar incluida en un mundo pop donde estrellas prefabricadas existen por doquier, desarrolló una identidad musical propia.

### Comercial
En México y a tan solo un día de su lanzamiento Tierna la noche certificó oro por 106 000 copias vendidas y tras su promoción el disco sobrepaso el millón de ejemplares certificando diamante. En los Estados Unidos, Tierna la noche debutó en el puesto cuarenta y dos del listado "The Billboard Latin 50". En la misma lista alcanzó el puesto diez como máxima ubicación y se mantuvo por 55 semanas, mientras que en el listado "Latin Pop Albums" alcanzó la seis como la más alta. En Argentina Tierna la noche fue certificado disco de platino. Gracias a su éxito en todo el sub-continente, Sony Music lanzó ediciones del disco en Brasil, Estados Unidos y Japón. En las dos primeras de estas ediciones se incluyeron temas adaptados al idioma (inglés y portugués), mientras que en la edición japonesa se incluían dos remezclas, una del tema "Muévelo" y otra del tema "Media naranja" (este último de su anterior álbum). Tras su promoción se distribuyó más de tres millones de ejemplares.

## Sencillos
«Azúcar amargo» fue el primer y principal sencillo del disco. Para este Fey grabó un video en un museo de México que fue ambientado con dos escenarios: una habitación y un callejón, también se usaron dos elementos naturales característicos como el agua y el fuego. El video tuvo alta rotación en distintos canales musicales. En los Estados Unidos, «Azúcar amargo» debutó en el puesto veinticinco de la lista Hot Latin Tracks y llegó hasta la ocho como la máxima. En otro listado del Billboard Latino como Latin Pop Airplay, la canción alcanzó la posición uno. El sencillo también alcanzó la posición uno en la lista principal de Colombia, posición dos en México y Venezuela y la ocho en Argentina. Incluso la canción contó con promoción radiofónica en España, pero según Fey esta no fue relevante. La revista musical ERES premio a «Azúcar amargo» como "mejor canción" en 1997.
El segundo sencillo, «Muévelo», fue lanzado a finales de 1996. Pese a su inmediato éxito, no contó con videoclip. En los Estados Unidos debutó en el puesto treinta y ocho de la lista Hot Latin Tracks y llegó hasta la nueve como la máxima. En el listado Latin Pop Airplay de la misma revista la canción alcanzó la posición tres y se mantuvo por dos semanas en esa posición. Mientras tanto en México, «Muévelo» llegó como máxima posición la dos y en Argentina la once. El tercer sencillo fue la canción «Te pertenezco». Se toma como videoclip una presentación de Fey en el Auditorio Nacional de México. El tema mantuvo a la cantante en las listas musicales de México con la posición nueve y en Guatemala la cinco. Los temas «Popocatépetl» y «Bajo el arcoíris» fueron posteriores sencillos que mantuvieron la fama de Fey hasta el lanzamiento del sexto sencillo «Las lágrimas de mi almohada» el cual entró a las listas Latin Pop Airplay en la posición siete y en Latin Tropical/Salsa Airplay en la posición trece de la revista Billboard de los Estados Unidos.       
«Subidón» fue otro inmediato éxito para el disco. Contó con un videoclip realizado en Pista de Hielo de San Jerónimo en México. En los Estados Unidos, «Subidón» debutó en la lista Hot Latin Tracks en el puesto treinta y uno y a su siguiente semana subió once posiciones alcanzando la veinte como la máxima posición de ese conteo. En la lista Latin Pop Airplay de la misma revista la canción alcanzó la posición siete. En Argentina, «Subidón» obtuvo como máxima posición la doce. Como último sencillo se publicó «Desmargaritando el corazón» a inicios de 1998.

## Promoción
Fey reapareció en los medios en octubre de 1996 en el programa musical "La Tocada" de la actriz Verónica Castro donde presentó el disco además de ser premiada con un disco de oro por sus recientes ventas. El éxito inmediato de «Azúcar amargo» permite que Fey recorra varios países de Sudamérica y España durante 1997. Fey abrió la premiación del Billboard latino con esta canción, cantó el tema en el evento Calle Ocho y se presentó en la premiación de los premios ERES 1997 en promoción del álbum.  
Tras el éxito de Tierna la noche, Sony Music convenció a Fey para que grabara en inglés y en portugués los temas más conocidos («Azúcar amargo», «Muevelo» y «Te pertenezco» (esta última solo en portugués) y la compañía de discos editó y promocionó nuevas ediciones para Estados Unidos y Brasil. En el año 2002 Sony sacó a la venta una Colección de Oro con todas las canciones del disco. Además de la promoción, Fey fue imagen para del juguete "La onda Fey" comercializado por Hasbro, tuvo su propio champú "Fey" y su línea de ropa "Fey Jeans". La cantante también recibió propuestas para realizar telenovelas juveniles las cuales rechazó.

### Gira
Tierna la noche tuvo mayor promoción gracias a la gira que Fey dio en toda Latinoamérica. En México Fey inició con dos presentaciones en el Auditorio Nacional de ese país el 27 y 30 de abril de 1997. Según la revista Billboard, Fey ocupó el noveno lugar con cuatro presentaciones (tres agotadas) de los diez artistas latinos en tener presentaciones con taquilla completa, recogiendo $330,272 de ese entonces. Finalmente Fey impuso un récord con 10 presentaciones en el Auditorio Nacional otorgándole una placa conmemorativa en reconocimiento por ser la primera mujer en llenar el recinto con casi 10 000 personas por presentación. Para una mayor difusión Sony sacó a la venta un VHS con la grabación completa del Tour.

## Lista de canciones
Fueron 11 temas en una primera edición, posteriormente una brasileña con tres temas extras en portugués y finalmente la estadounidense y japonesa con dos temas extras en inglés cada una. 
| N.º | Título                        | Escritor(es)                 | Duración |  |
| 1.  | «Muévelo»                     | Mario Ablanedo               | 4:07     |  |
| 2.  | «Te pertenezco»               | Ablanedo / David Boradoni    | 3:53     |  |
| 3.  | «Bajo el arcoíris»            | Ablanedo                     | 4:37     |  |
| 4.  | «Desmargaritando el corazón»  | Ablanedo / Boradoni          | 4:51     |  |
| 5.  | «Bailando sola»               | Ablanedo / Boradoni          | 4:16     |  |
| 6.  | «Azúcar amargo»               | Ablanedo / Boradoni          | 4:42     |  |
| 7.  | «Popocatépetl»                | Ablanedo                     | 4:08     |  |
| 8.  | «Las lágrimas de mi almohada» | J. R. Flórez / Fredi Marugán | 4:43     |  |
| 9.  | «Subidón»                     | Ablanedo / Boradoni          | 3:57     |  |
| 10. | «Un poco loco»                | Ablanedo / Boradoni          | 4:17     |  |
| 11. | «Tierna la noche»             | Ablanedo                     | 4:26     |  |

 Edición Brasil
| Edición Brasil |                   |                     |          |  |
| N.º            | Título            | Escritor(es)        | Duración |  |
| 12.            | «Mexe e remexe»   |                     | 4:07     |  |
| 13.            | «Ilusão colorida» | Cesar Lemos         | 3:57     |  |
| 14.            | «Açucar amargu»   | Ablanedo / Boradoni | 4:42     |  |

 Edición Estados Unidos
| Edición Estados Unidos |                |              |          |  |
| N.º                    | Título         | Escritor(es) | Duración |  |
| 12.                    | «Move It»      |              | 4:07     |  |
| 13.                    | «Bitter Sugar» |              | 4:42     |  |

 Edición Japón
| Edición Japón |                                  |              |          |  |
| N.º           | Título                           | Escritor(es) | Duración |  |
| 12.           | «Muévelo» (Pop Club Remix)       |              | 4:14     |  |
| 13.           | «Media Naranja» (Trance Version) |              | 6:05     |  |

## Listas de popularidad

### Listas de popularidad
| País - Lista                                | Mayor posición |
| ------------------------------------------- | -------------- |
| Estados Unidos (Billboard Latin Pop)        | 6              |
| Estados Unidos (Billboard Top Latin Albums) | 10             |

| Lista (1997)                   | Posición |
| ------------------------------ | -------- |
| Billboard Top Latin Pop Albums | 11       |
| Billboard Top Latin 50 Albums  | 24       |

## Certificaciones
| Región                        | Certificación            | Ventas    |
| ----------------------------- | ------------------------ | --------- |
| Argentina (CAPIF)             | Platino                  | 100,000   |
| Brasil (ABPD)                 | --                       | 9,000     |
| Costa Rica (IFPI)             | Platino                  | 100,000   |
| Chile (IFPI (Chile))          | 2x Platino               | 120,000   |
| Estados Unidos (RIAA (Latín)) | Oro                      | 100,000   |
| México (AMPROFON)             | Diamante + Platino + Oro | 1,800,000 |
| Perú (AVIMPRO)                | Oro                      | 20,000    |
| Venezuela (AVIMPRO)           | Platino                  | 50,000    |

## Otras ediciones
A lo largo del tiempo se han editado 6 ediciones aparte de la original de Tierna la noche:
- 1.ª edición con 11 temas 1996
- 2.ª edición con 14 temas (Brasil versión) " (Incluye «Mexe e remexe», «Ilusão colorida» y «Açúcar amargo») - 1996
- 3.ª edición con 11 temas (Venezuela versión) cambia la libreta de canciones - 1996.
- 4.ª Edición con 11 temas (colección lo mejor del siglo XX) escaso este CD 2000.
- 5.ª Edición con 11 temas (versión colección de oro) fue lanzado al tiempo de Vértigo 2002.
- 6.ª Edición del casete
- 7.ª Edición con 11 temas (edición de España) solo cambia la portada.